# Indang
Indang (Bayan ng Indang) är en kommun i Filippinerna. Kommunen ligger på ön Luzon, och tillhör provinsen Cavite. Folkmängden uppgår till 62 030 invånare.

## Barangayer
Indang är indelat i 36 barangayer.
| - Agus-os - Alulod - Banaba Cerca - Banaba Lejos - Bancod - Buna Cerca - Buna Lejos I - Buna Lejos II - Calumpang Cerca - Calumpang Lejos - Carasuchi - Kayquit I - Daine I - Daine II | - Guyam Malaki - Guyam Munti - Harasan - Kaytambog - Limbon - Lumampong Balagbag - Lumampong Halayhay - Mahabangkahoy Lejos - Mahabangkahoy Cerca - Barangay Poblacion 1 - Barangay Poblacion 2 - Barangay Poblacion 3 | - Barangay Poblacion 4 - Pulo - Tambo Balagbag - Tambo Ilaya - Tambo Malaki - Tambo Kulit - Buna Lejos II - Daine II - Kayquit II - Kayquit III - Kaytapos - Mataas na Lupa (Checkpoint) |